# Amphilex
Amphilex was een grote internationale postzegeltentoonstelling die in totaal drie keer in Nederland heeft plaatsgevonden: in 1967, in 1977 en in 2002. 'Amphilex' is een afkorting van 'AMsterdam PHILatelic EXhibition' (Postzegeltentoonstelling Amsterdam). 
De drie tentoonstellingen werden georganiseerd door de Stichting Filatelie en de PTT. De Stichting Filatelie was een samenwerkingsverband van de Nederlandse Bond van Filatelisten-Verenigingen (NBFV) en de Nederlandsche Vereeniging van Postzegelhandelaren (NVPH).

## Amphilex 67
De Amphilex 67 vond plaats van 11 tot 21 mei 1967 in de RAI in Amsterdam.
Ter gelegenheid van de Amphilex 67 werden drie postzegels uitgegeven, ontworpen door A. Verhoeven. Ze waren alleen te koop op de tentoonstelling, op vertoon van een toegangsbewijs, in velletjes met 10 zegels.

## Amphilex 77
De Amphilex 77 vond plaats van 26 mei tot 5 juni 1977 in de RAI in Amsterdam. Beschermheer was Prins Bernhard. Het erecomité stond onder voorzitterschap van Michel van Hulten, op dat moment staatssecretaris van Verkeer en Waterstaat. 
Ter gelegenheid van de Amphilex verschenen in 1976 en 1977 verschillende postzegels met toeslag:
- In 1976 verschenen vijf zegels, drie van 55 cent, met een toeslag van 55 cent, en twee van 75 cent, met een toeslag van 75 cent.[4] Deze zegels werden uitgegeven ter financiering van de tentoonstelling en verkocht van 8 oktober t/m 13 november 1976 door alle Nederlandse postinrichtingen en daarna uitverkocht tot 1 april 1977 door de Filatelistische Dienst te 's-Gravenhage. De zegels werden gedrukt in vellen van negentig stuks voor de waarden van 55 cent; zodanig dat in het vel de serie dertig maal voorkwam, horizontaal en verticaal verspringend. De waarden van 75 cent werden gedrukt in vellen van honderd exemplaren, waarbij elke serie 50 maal voorkwam, en ook hier versprongen de zegels in het vel horizontaal en verticaal.[5]
- In 1977 verschenen vier zegels van 55 cent, met een toeslag van 45 cent. Twee van de zegels werden ook afgedrukt in een velletje.[6]

Alle zegels en het velletje waren ontworpen door Wim Crouwel. Alle zegels bevatten verschillende verkleinde reproducties van zegels met de beeltenis van Koningin Wilhelmina.
Tijdens de Amphilex 77 werden ook twee postzegelboekjes in omloop gebracht.
In totaal bezochten meer dan 100.000 personen de Amphilex 77.

## Amphilex 2002
Van 30 augustus tot en met 3 september vond in de RAI in Amsterdam de Amphilex 2002 plaats. De tentoonstelling vond plaats 25 jaar na de Amphilex 1977 en stond in het teken van 150 jaar postzegels in Nederland. 
Beschermvrouwe van de tentoonstelling was Prinses Margriet. Zij opende op 30 augustus de tentoonstelling. Voorzitter van het Comité van Aanbeveling was de toenmalige burgemeester van Amsterdam, Job Cohen. In het Comité van Aanbeveling hadden daarnaast zitting Peter Bakker, die toen voorzitter van de Raad van Bestuur van TPG was, Wim Dik, voorzitter van de Raad van Toezicht van het Museum voor Communicatie, Sietse Ottevanger, voorzitter van de Stichting Filatelie, Harry Koorstra, voorzitter van de directie Mail van Koninklijke TPG Post, Ad Scheepbouwer, voorzitter van de Raad van Bestuur van KPN Telecom, Hans Stins, erevoorzitter van de Nederlandsche Vereeniging van Postzegelhandelaren (NVPH), Clemens Kienhorst, voorzitter van de NVPH, Knud Mohr, voorzitter van de Fédération Internationale de Philatélie (FIP), Pedro vaz Pereira, voorzitter van de Federation of European Philatelic Associations (FEPA), Jan Balkestein, erevoorzitter van de Nederlandse Bond van Filatelisten-Verenigingen (NBFV) en Ties Koek, voorzitter van de NBFV. 
De organisatie was in handen van VOF Amphilex 2002. PTT Post organiseerde het evenement, samen met de Stichting Filatelie, waarin de Nederlandse Bond van Filatelisten-Verenigingen en de Nederlandsche Vereeniging van Postzegelhandelaren waren vertegenwoordigd. Ruud de Jong was voorzitter van het dagelijks bestuur van het Executive Committee,  en Pieter van de Loo zat het Comité Filatelie voor.
De tentoonstelling vond plaats in drie hallen van de RAI: de Randstadhal, de Deltahal en de Hollandhal. 
Op 30 augustus was de Dag van de VOC, ter herdenking van 400 jaar Vereenigde Oost-Indische Compagnie. 31 augustus was de Dag van de Jeugd en 1 september was de Dag van de FEPA. 
Ter gelegenheid van de Amphilex 2002 werden verschillende postzegels uitgebracht:
- In 2000 verscheen een velletje met twee zegels, waarop de periode vóór de invoering van de postzegel werd uitgelicht: de tijd van de trekschuit en de postkoets.[12]
- In 2001 verscheen een velletje in dezelfde stijl, waarin historische thema's werden belicht: een beeld van Willemstad op Curaçao en een beeld van de suikerfabriek Pangka op Java.[13]
- In 2002 waren op de twee zegels VOC-schepen afgebeeld.[14]